# Ngựa vằn núi
Ngựa vằn núi (Equus zebra) là một trong ba loài ngựa vằn. 

## Phân loài
Chúng được chia thành hai phân loài:
- Ngựa vằn Nam Phi, Equus zebra zebra
- Ngựa vằn hoang Hartmann, Equus zebra hartmanni (Matschie, 1898)

Ngựa vằn núi Hartmann có nguồn gốc ở vùng Namibia và người ta tìm thấy chúng trong các khu vực miền núi hay đồi có khí hậu khô cằn và nhiều đá. Thức ăn của chúng là cỏ, vỏ, rễ và lá cây, quả. Ngựa vằn núi Hartmann thích sống thành từng nhóm nhỏ khoảng 7-12 con. Chúng là những động vật leo trèo nhanh nhẹn, có khả năng sống trong các điều kiện khô cằn tại những vùng núi có độ dốc cao. Các vằn sáng màu của chúng có thể là hệ thống tín hiệu cho bầy đàn và cũng có thể có ích trong việc làm các kẻ thù của chúng bị nhầm lẫn.
Một số quần thể được bảo vệ trong các công viên quốc gia. Có một chương trình cho các loài đang nguy cấp của vườn thú châu Âu cho loài ngựa vằn này cũng như là sự phối hợp trong quản lý các quần thể trong các vườn thú trên toàn thế giới.

## Hình ảnh

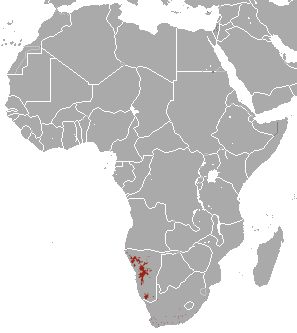
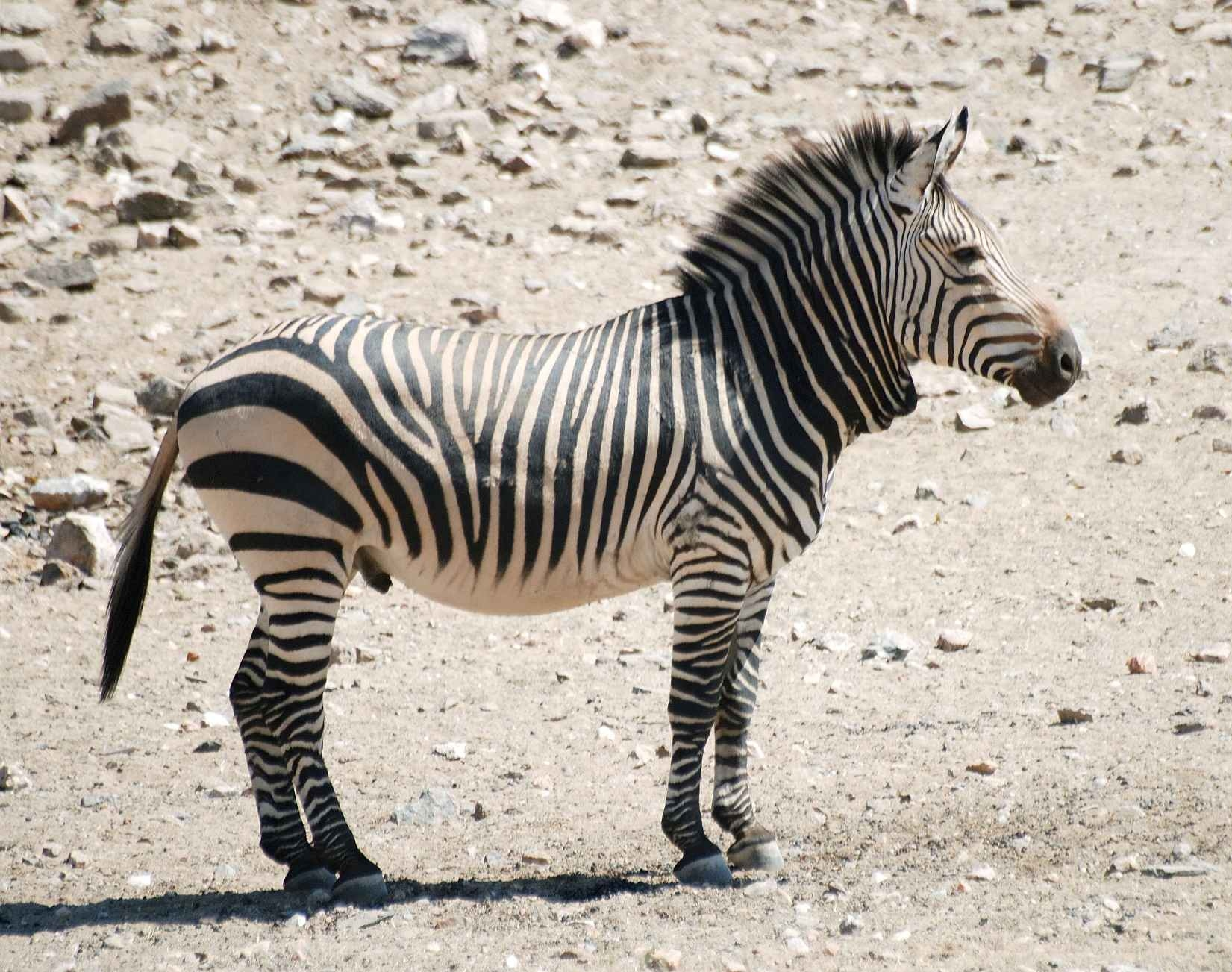
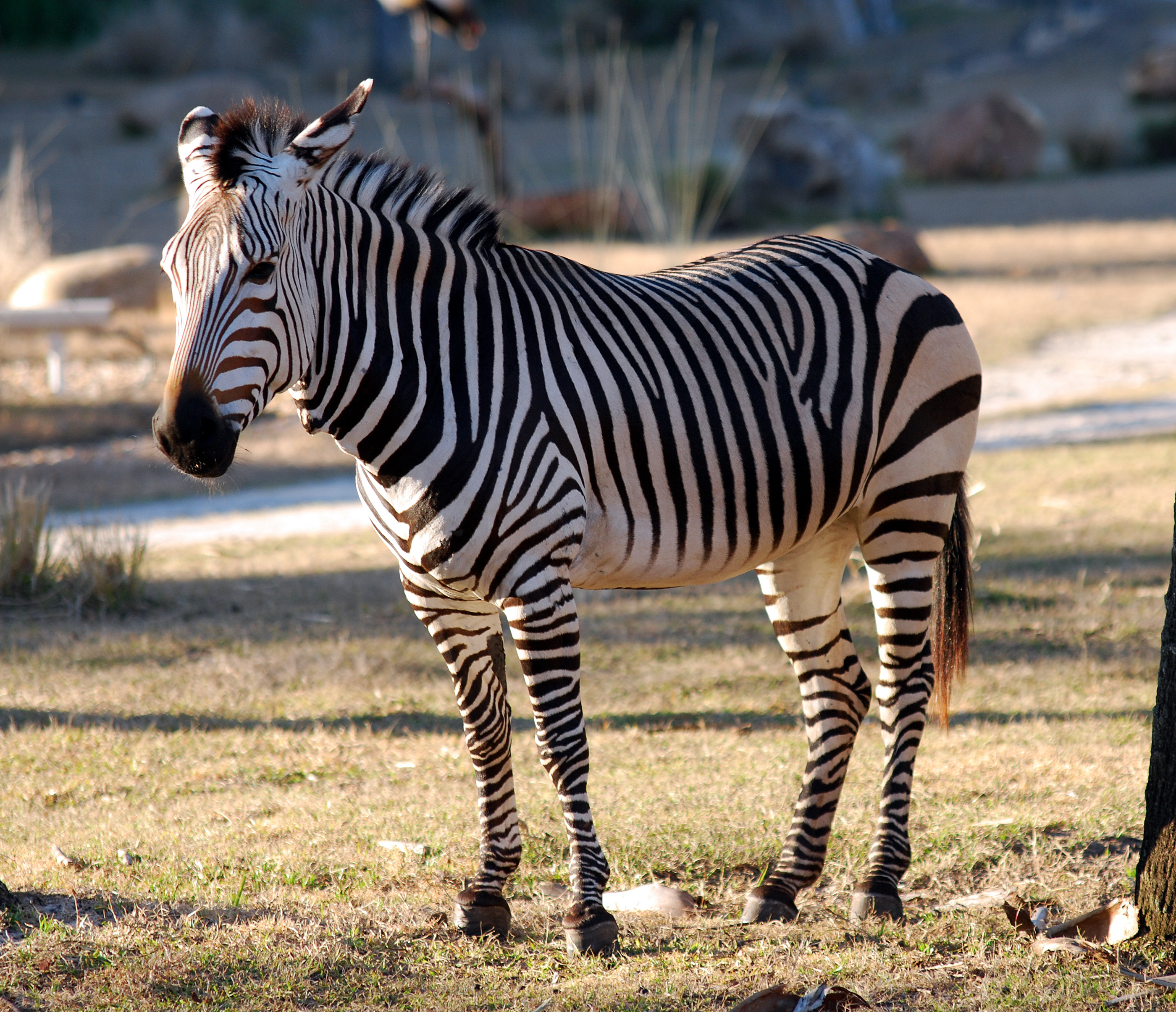